# Chelsea Manning
Chelsea Elizabeth Manning, nata Bradley Edward Manning (Crescent, 17 dicembre 1987), è un'attivista ed ex militare statunitense.
Accusata di aver trafugato decine di migliaia di documenti riservati mentre svolgeva il suo incarico di analista di intelligence durante le operazioni militari in Iraq, e di averli consegnati all'organizzazione WikiLeaks, è stata arrestata, imputata di svariati reati contro la sicurezza nazionale e detenuta in condizioni considerate lesive dei diritti umani.
Il suo caso ha suscitato un acceso dibattito in quanto quei dossier riguardavano l'omicidio di diversi civili iracheni disarmati da parte dell'esercito americano.
Nel 2013 è stata condannata a 35 anni di carcere per spionaggio e altri reati associati; il 22 agosto 2013, il giorno dopo la sentenza, l'avvocato di Manning ha rilasciato un comunicato stampa al Today Show annunciando che la sua cliente si riconosceva nel genere femminile e chiedeva di essere chiamata con il suo nuovo nome di Chelsea e con pronomi femminili.
Scarcerata, dopo sette anni e quattro mesi, il 17 gennaio 2017 per grazia del presidente uscente Barack Obama, è ritornata in carcere dall'8 marzo 2019 per aver rifiutato di testimoniare davanti a un Grand jury a proposito di WikiLeaks, uscendo nuovamente di prigione il 12 marzo 2020.

## Biografia

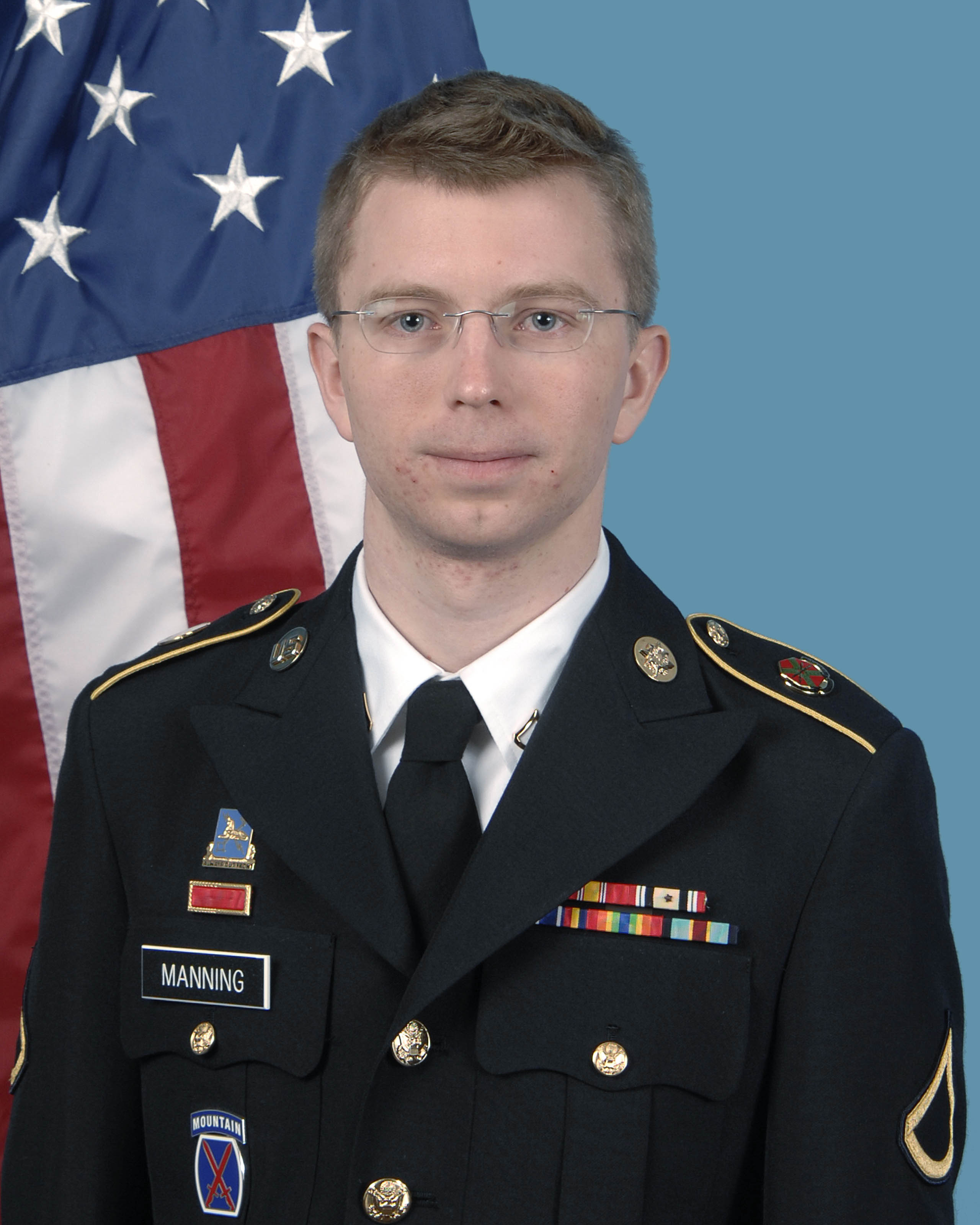
Manning, all'epoca ancora Bradley, nella foto ufficiale per l'United States Army nell'aprile 2012

Nata con il nome Bradley in Oklahoma da padre statunitense e madre gallese, a tredici anni si trasferisce in Galles con la madre e la sorella a seguito della separazione dei genitori. Quattro anni dopo ritorna negli Stati Uniti, e si arruola nell'esercito. Nell'ottobre 2009 viene mandata in servizio in Iraq, a est di Baghdad, con la 10th Mountain Division, dove lavora come analista di intelligence.
Nell'agosto 2013 è stata condannata a 35 anni di carcere.
Immediatamente dopo la condanna, Manning ha pubblicamente reso noto di non riconoscersi nel genere maschile e di avere una percezione di sé femminile. Ha quindi intrapreso un percorso di affermazione di genere e cominciato un trattamento ormonale utile per il cambio di genere, scegliendo quale nome Chelsea Elizabeth.
Il 17 gennaio 2017 il presidente degli Stati Uniti d'America, Barack Obama, ha commutato la sentenza, riducendone la durata e spostandone il termine all'anno 2017, rispetto al 2045 del verdetto. La sua scarcerazione è avvenuta il 17 maggio 2017.

## Il caso Wikileaks

### Accusa e detenzione
Nel maggio 2010 l'hacker Adrian Lamo denuncia Manning alle autorità militari, asserendo che, in una conversazione via chat, gli avrebbe confidato di aver passato a Julian Assange una serie di documenti riservati, tra cui il video Collateral murder, che documenta l'attacco aereo del 12 luglio 2007 a Baghdad (dove due elicotteri Apache statunitensi uccisero 18 civili disarmati), ai quali aveva accesso dalla sua workstation. Dopo pochi giorni Manning viene arrestata. Rimarrà in custodia in Kuwait per due mesi. 
Il 29 luglio viene trasferita nel carcere militare di Quantico, in Virginia.
Dopo dieci mesi di isolamento nel carcere di Quantico, è trasferita a Fort Leavenworth, in seguito alla pressione internazionale a causa delle sue condizioni di detenzione. 
Nonostante questo, nel marzo 2012, Juan Mendez accusa formalmente gli Stati Uniti di trattamento crudele, disumano e degradante per la forma di detenzione inflitta a Manning.
L'avvocato e opinionista Glenn Greenwald, in un articolo del 15 dicembre, denuncia le condizioni inumane a cui è sottoposta Manning, che per gli standard di alcuni paesi costituirebbero tortura, e sottolinea che Manning non è stata condannata per alcun reato.
David House, informatico e ricercatore, che va a trovarla due volte al mese, riferisce che la Manning è tenuta in isolamento per 23 ore al giorno, dorme con le luci accese ed è controllata ogni cinque minuti. Inoltre è costretta a dormire indossando solo un paio di pantaloncini, esponendo la pelle a diretto contatto con una coperta molto simile a un tappeto. Durante la notte viene svegliata dalle guardie se non è completamente visibile. L'unica forma di esercizio che le è consentita consiste nel camminare in circolo in una stanza per un'ora al giorno, e durante le rare occasioni in cui può ricevere visite viene incatenata. 
David House riferisce anche che le sue condizioni di salute psicofisica stanno peggiorando e che Manning è catatonica.
Nel mese di marzo 2011 il portavoce del dipartimento di stato americano, PJ Crowley, si dimette in seguito alle sue dichiarazioni sul trattamento di Manning, da lui definito "ridicolo, controproducente e stupido".

### Processo
La fase preliminare del processo comincia nel maggio del 2012. Le udienze della corte marziale cominciano il 4 febbraio e continueranno fino a metà marzo.
Alla fine di febbraio del 2013 Manning si dichiara colpevole di una parte dei reati di cui è accusata, ammettendo di avere fornito a Wikileaks i documenti raccolti nel corso del suo lavoro di analista per l'esercito degli Stati Uniti.
Nel marzo 2013 la Freedom of Press Foundation pubblica su internet una registrazione audio contenente la deposizione di Manning al processo, in cui accusa l'esercito statunitense di non dare valore alla vita umana e paragona i soldati a "un bambino che tortura le formiche con la lente d'ingrandimento". Nella dichiarazione giustifica le proprie azioni affermando che l'esposizione dei crimini commessi dal governo doveva avere come effetto quello di aprire un dibattito sulla politica estera americana e in particolare sulle invasioni in Afghanistan e Iraq.

#### Condanna

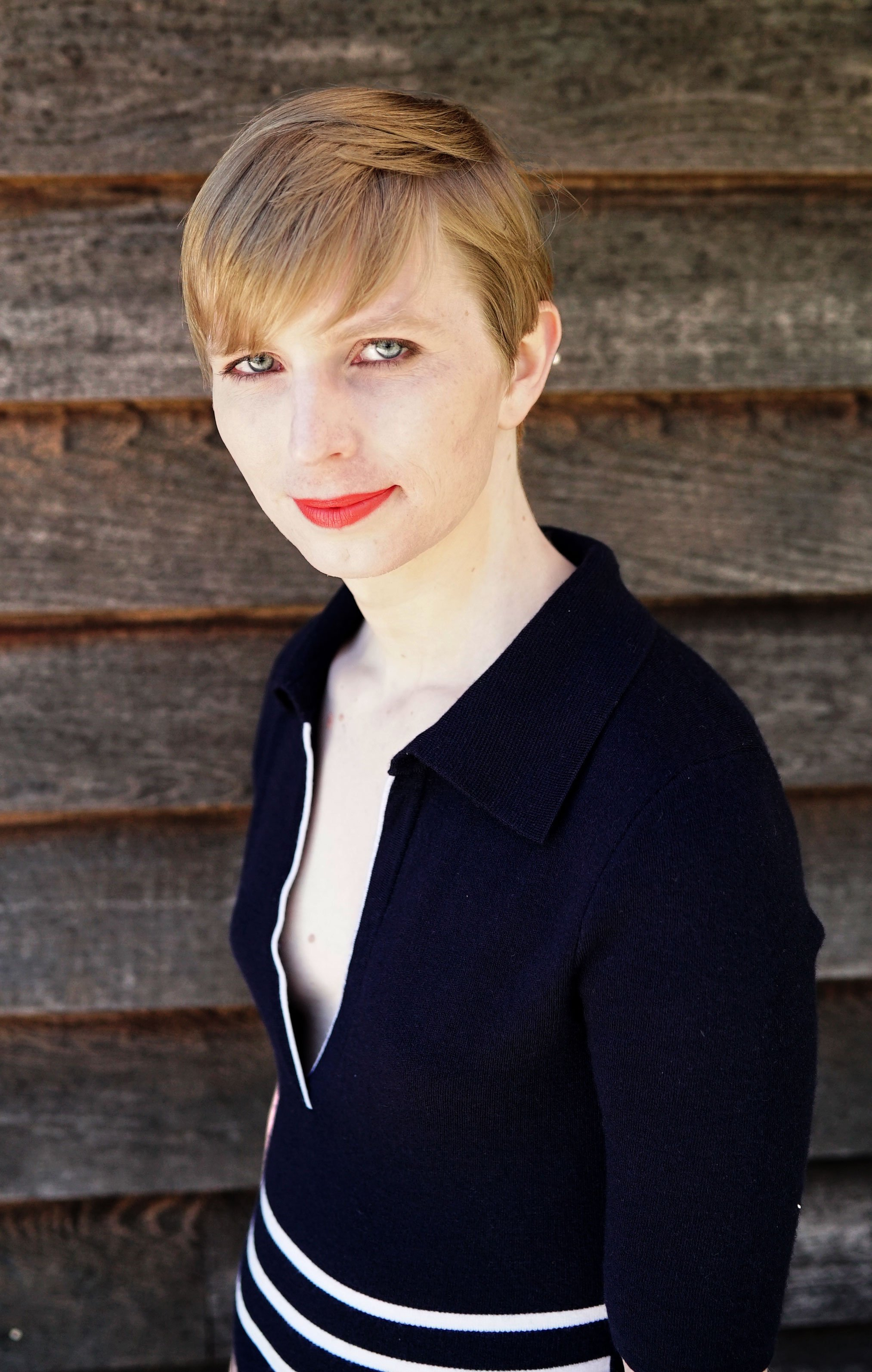
Chelsea Manning, 18 maggio 2017, foto tratta dal suo account Instagram; è la prima foto che la ritrae dopo la sua liberazione

Il 21 agosto 2013 Manning è condannata a 35 anni di prigione (una parte dei quali si considera già scontata durante l'attesa del giudizio) per 20 dei 22 capi d'accusa di cui è imputata dalla procura militare: la giudice Denise Lind, della corte marziale di Fort Meade, l'assolve solo dall'accusa più grave, quella di connivenza con il nemico (che prevede anche la pena di morte), ma la riconosce colpevole dei reati connessi alla diffusione di notizie coperte da segreto e al possesso di software non autorizzati.

#### Reazioni
La notizia della detenzione di Manning ha ricevuto l'attenzione della stampa mondiale dopo le rivelazioni dell'organizzazione WikiLeaks del novembre 2010, di cui Manning è sospettata essere la fonte. L'organizzazione non la riconosce come fonte delle proprie informazioni, asserendo di trattare tutti i documenti ricevuti in maniera totalmente anonima. Julian Assange, Daniel Ellsberg e migliaia di attivisti la definiscono un'eroina.
Nell'aprile 2011 più di 250 esperti di legge americani, tra cui Laurence Tribe, professore di Obama ad Harvard, hanno condannato le condizioni di detenzione di Manning in una lettera aperta.

### Scarcerazione
Dopo aver scontato 7 dei 35 anni di reclusione stabiliti dalla sentenza, il 17 gennaio 2017 la sua pena è ridotta dal presidente uscente degli Stati Uniti Barack Obama. Durante la conferenza stampa conclusiva, Obama utilizzò il genere femminile, primo Presidente americano a riconoscere in un discorso pubblico una vicenda di questo tipo. Manning è uscita di prigione il 17 maggio 2017.
Nel 2018 ha presentato la sua candidatura al Senato per il Partito democratico nel Maryland. Il 26 giugno 2018, Manning giunse seconda su otto candidati democratici in corsa per la nomination. Ottenne il 5,7% dei suffragi e la candidatura fu vinta da Ben Cardin, in corsa per la rielezione, con l'80,5% dei voti.

### Nuovo incarceramento
L'8 marzo del 2019 Manning torna in carcere per essersi rifiutata di testimoniare al processo su WikiLeaks, sostenendo di aver già detto tutto quello che sapeva nel processo militare già svoltosi. Manning esce nuovamente di prigione il 12 marzo 2020. Dopo un tentato suicidio, il giudice ha ordinato il rilascio perché la sua testimonianza davanti al Grand Jury non era più ritenuta necessaria.

## Onorificenze
Secondo varie testate giornalistiche, è stata candidata tre volte al premio Nobel per la Pace, nel 2011, 2012 e 2014.
Nel 2014 è stata insignita del Premio Sam Adams.

## Media
- We Steal Secrets: The Story of WikiLeaks, regia di Alex Gibney (2013)

## Opere
- README.txt. La mia storia, Rizzoli, Segrate, 2022.